# Limeum humifusum
Limeum humifusum är en tvåhjärtbladig växtart som beskrevs av Hans Christian Friedrich. Limeum humifusum ingår i släktet Limeum och familjen Limeaceae. Inga underarter finns listade i Catalogue of Life.